# 古县
36°16′03″N 111°55′11″E / 36.26750°N 111.91972°E
古县是山西省临汾市辖下的一个县，位於臨汾市東北部，霍山南麓，汾河、洪安澗河中上游，東與安澤毗鄰，西與洪洞接壤，南與堯都、浮山相參，北與霍州、沁源交界。面積1206平方公里，縣政府駐岳陽鎮。

## 历史
北魏孝庄帝建义元年（528年），境内建县，取安吉、泽泉两村名之首字取名为安泽县，治古岳村（今古阳镇古阳村），属义宁郡。隋开皇十六年（596年），改属沁州。
隋大业二年（606年），改称岳阳县，以地处太岳山（霍山）南麓而得名，属临汾郡，县治移往西赤壁（今旧县镇旧县村）。唐武德二年（619年）移治东池堡（今南垣乡东池村），贞观六年（632年）移治岳阳城（今岳阳镇城关村），属晋州。
五代时期，岳阳县属晋州。北宋时，岳阳县属晋州，政和六年（1116年）改晋州为平阳府。
元至正二年（1342年），冀氏县、和川县并入岳阳县。至正四年（1344年）改称冀氏县，移治今安泽县冀氏镇。至正十三年（1353年）复名岳阳县，移治岳阳城，属平阳府。
明、清时，岳阳县治岳阳城，属平阳府。
民国三年（1914年）因与湖南岳阳重名，岳阳县改称安泽县，仍治岳阳，属河东道。抗日战争时期（1938—1941年）分设安泽、岳阳、冀氏三县。1942年4月三县合并为安泽县，治义井村，属晋冀鲁豫边区太岳区。1949年治和川（今安泽县和川镇），归晋南地区。1951年5月移治府城（今安泽县府城镇），归临汾地区。
1971年8月，从安泽县划出七乡、浮山县划出三乡，另设古县，属临汾地区行政公署，建治于岳阳（今古县岳阳镇城关村）。1973年在老县城南部建成新县城。
现在古县所辖的区域，历史上属于原安泽县（岳阳县）、浮山县，现在安泽县所辖的区域则是原冀氏县、和川县。

## 地理
位于东经111度55分，北纬36度16分，平均海拔663米。
北接霍州市、东邻长治市的沁源县，西与洪洞县接壤，南接安泽县、浮山县。
境内有洪安涧河由东北至西南入汾河。

## 行政区划
古县下辖4个镇、3个乡：
岳阳镇、北平镇、古阳镇、旧县镇、石壁乡、永乐乡和南垣乡。

## 交通
309国道、 341国道过境。

## 人口
根據第七次人口普查數據，截至2020年11月1日零時，古縣常住人口為79816人。
2010年第六次全国人口普查古县人口为91798人。

## 经济
2012年，全县生产总值完成62.45亿元。

## 风景名胜
- 山西省文物保护单位：热留关帝庙
- 古县文物保护单位
- 三合牡丹：誉为“天下第一牡丹”
- 蔺相如墓
- 延庆观

## 名人
蔺相如